# エル・ダンディ
エル・ダンディ（El Dandy、本名：Roberto Gutierrez Frias、1962年10月2日 - ）は、メキシコのプロレスラー。バハ・カリフォルニア州ティフアナ出身。
エル・テハノは従兄弟。

## 来歴
1981年3月にグアダラハラでデビュー。
1982年7月31日にモデューロを破りメキシコナショナルフェザー級王座を獲得。1985年9月1日にアメリコ・ロッカを破りメキシコナショナルウェルター級王座を獲得。11月17日にはNWA世界ウェルター級王座を奪取（1986年8月24日にもハビエル・クルスを相手に奪取）。同時にメキシコナショナルウェルター級王座を王座返上。1987年7月17日にはクン・フーを破りNWA世界ミドル級王座を奪取。1990年6月1日にはアンヘル・アステカを破り2度目のNWA世界ミドル級王座を奪取。1988年9月28日には2度目の挑戦でエル・サタニコを破りメキシコナショナルミドル級王座を奪取。1992年7月3日にはバトルロイヤルでネグロ・カサスを破りCMLL世界ミドル級王座を奪取。以降同ベルト3度奪取。
1991年、1992年にはSWSに来日。1994年にはIWA・JAPANに来日。
1997年から2000年までWCWにも参戦。
帰国後はAAA、やインディマットのWWAなどを転戦しWWAではタッグのベルトを奪取した。
2012年3月31日に引退。

## 得意技
ラ・マヒストラル
ランニング・トペ・スイシーダ

## 獲得タイトル
EMLL / CMLL / メキシコ連邦区ボクシング・レスリング協会
CMLL世界ミドル級王座 : 3回
メキシコナショナルフェザー級王座
メキシコナショナルウェルター級王座
メキシコナショナルライトヘビー級王座
メキシコナショナルミドル級王座
NWA(ナショナル・レスリング・アライアンス)
NWA世界ウェルター級王座 : 2回
NWA世界ミドル級王座 : 2回
NWA世界ライトヘビー級王座
その他
WWA世界タッグ王座 : 3回（w/ コラソン・デ・レオン w/ シルバー・キング w/ レイ・ミステリオ）
WWCハードコア王座。